# Julio Ribas
Julio César Ribas Vlacovich (Rivera, 8 de enero de 1957) es un futbolista y entrenador de fútbol uruguayo. Actualmente dirige al Club Atlético River Plate de la Primera División de Uruguay.
Fue el entrenador más joven en la historia de Uruguay, habiéndose recibido (de director técnico) a los 19 años de edad. 
Es el padre del futbolista Sebastián Ribas.

## Trayectoria
Estudió en la Escuela y Liceo Elbio Fernández.
Comenzó su carrera como entrenador en Sud América en 1993, donde fue campeón invicto de la Primera Divisional B, campeón invicto del Torneo Integración Primera A, además de la clasificación para la Liguilla Pre-Libertadores de América, y clasificación torneo Copa Conmebol.
A su vez, Sud América conquistó el récord en la Primera División B de 23 partidos invicto, que sumados a los 5 partidos del Torneo Integración de Primera División A, un total del 28 partidos sin sufrir derrotas. 
Logró también tener la defensa menos vencida en los dos torneos disputados, además de ser líder de goleo de los ambos campeonatos.
En 1996 pasó al fútbol de Paraguay, donde se hizo cargo de Nacional durante el torneo Apertura de esa temporada. 
Al año siguiente volvió a Uruguay, donde dirigió a Bella Vista, que acababa de ascender a Primera División. Con Bella Vista logró el tercer puesto del Campeonato Uruguay, nuevamente con la defensa menos vencida del torneo, lo que le permitió participar en la Liguilla Pre-Libertadores, la cual conquistó en forma invicta, consiguiendo de esta manera la clasificación a la Copa Libertadores 1999.
A lo largo de su carrera ha dirigido entre otros a los equipos uruguayos como Liverpool, Juventud de Las Piedras y Peñarol, obteniendo el título de Campeón del Campeonato Uruguayo de Primera División 1999 con este último. 
Fuera de su país dirigió a la Selección de fútbol de Omán durante quince partidos y al club Venezia, de Italia.
El 16 de junio de 2014 se hace oficial su fichaje por el Fútbol Club Cartagena, esta vez, desempeñando el cargo de director deportivo, con el objetivo de conseguir el ascenso de categoría. 
Este mismo no sería cumplido, por tanto en 2015 dejó de operar en Cartagena.
El 10 de abril de 2016 fue nombrado nuevo dt de Lincoln Red Imps, de la Primera División de Gibraltar. 
Club en el cual atesora un gran desempeño.
En 2018 Luego de grandes campañas con Lincoln Red Imps  Julio Ribas cerró el ciclo en ese club y fue nombrado entrenador de la Selección de Gibraltar, con la cual consiguió el primer triunfo oficial de este equipo. En febrero de 2025, presentó su renuncia al cargo con "efecto inmediato".

## Clubes

### Como jugador
| Club                        | País       | Año       |
| --------------------------- | ---------- | --------- |
| Bella Vista                 | Uruguay    | 1975-1976 |
| Nacional                    | Uruguay    | 1977-1979 |
| Liverpool                   | Uruguay    | 1980      |
| Gimnasia y Esgrima La Plata | Argentina  | 1981      |
| Sud América                 | Uruguay    | 1982      |
| Defensor Sporting           | Uruguay    | 1983-1984 |
| River Plate                 | Uruguay    | 1985      |
| Bella Vista                 | Uruguay    | 1986      |
| Textil Mandiyú              | Argentina  | 1986-1987 |
| Nacional                    | Uruguay    | 1987-1988 |
| Cartaginés                  | Costa Rica | 1989      |
| Bella Vista                 | Uruguay    | 1990-1991 |
| River Plate                 | Uruguay    | 1991-1992 |

### Como entrenador
| Club                   | País      | Año       |
| ---------------------- | --------- | --------- |
| Sud América            | Uruguay   | 1993-1995 |
| Nacional               | Paraguay  | 1996      |
| Bella Vista            | Uruguay   | 1997-1998 |
| Peñarol                | Uruguay   | 1999-2001 |
| Liverpool              | Uruguay   | 2002-2004 |
| Venezia                | Italia    | 2004      |
| Juventud               | Uruguay   | 2006-2007 |
| Selección de Omán      | Omán      | 2008      |
| Peñarol                | Uruguay   | 2009      |
| Fénix                  | Uruguay   | 2009      |
| Deportivo Maldonado    | Uruguay   | 2010-2012 |
| Bella Vista            | Uruguay   | 2013      |
| Cartagena              | España    | 2014      |
| Lincoln Red Imps       | Gibraltar | 2016-2018 |
| Selección de Gibraltar | Gibraltar | 2018-2025 |
| River Plate            | Uruguay   | 2025-act. |

## Palmarés

### Campeonatos nacionales oficiales
| Título                                                                          | Club                    | País      | Año  |
| ------------------------------------------------------------------------------- | ----------------------- | --------- | ---- |
| Segunda División                                                                | Sud América             | Uruguay   | 1994 |
| Torneo Integración de Primera División de Uruguay                               | Sud América             | Uruguay   | 1995 |
| Segunda División                                                                | Bella Vista             | Uruguay   | 1997 |
| Liguilla Pre-Libertadores                                                       | Bella Vista             | Uruguay   | 1998 |
| Campeonato Uruguayo                                                             | Peñarol                 | Uruguay   | 1999 |
| Torneo Clausura de Uruguay                                                      | Peñarol                 | Uruguay   | 1999 |
| Torneo Clausura de Uruguay                                                      | Peñarol                 | Uruguay   | 2000 |
| Torneo Clasificatorio de Uruguay                                                | Peñarol                 | Uruguay   | 2001 |
| Segunda División                                                                | Liverpool               | Uruguay   | 2002 |
| Copa Montevideo de Uruguay                                                      | Liverpool               | Uruguay   | 2003 |
| Torneo de Viareggio                                                             | Juventud de las Piedras | Uruguay   | 2006 |
| Segunda División Profesional de Uruguay - Playoff de ascenso a Primera División | Juventud de las Piedras | Uruguay   | 2007 |
| National League                                                                 | Lincoln Red Imps        | Gibraltar | 2016 |
| Rock Cup                                                                        | Lincoln Red Imps        | Gibraltar | 2016 |
| Supercopa de Gibraltar                                                          | Lincoln Red Imps        | Gibraltar | 2017 |
| National League                                                                 | Lincoln Red Imps        | Gibraltar | 2018 |

### Campeonatos internacionales oficiales
| Título                                 | Club                   | País   | Año     |
| -------------------------------------- | ---------------------- | ------ | ------- |
| Liga D de la Liga de las Naciones UEFA | Selección de Gibraltar | Europa | 2020-21 |

### Otros logros
| Distinción                                                       | Año  |
| ---------------------------------------------------------------- | ---- |
| Primer triunfo de la Selección de Gibraltar en competencias UEFA | 2018 |